# ハワイ鉄道協会
ハワイ鉄道協会（ハワイてつどうきょうかい、英: Hawaiian Railway Society）は、アメリカ合衆国ハワイ州ホノルル郡にて運行されている鉄道の運営事業者である。

## 概要
以前、ハワイ州ホノルル郡において鉄道を運営していたオアフ・レイルウェイ・アンド・ランド・カンパニーが鉄道事業を1971年廃止したため、その路線を引き継いで運営している。前身となる路線は1899年に開業した路線であり、オアフ・レイルウェイ・アンド・ランド・カンパニーが鉄道廃線をした11年後の1982年に引き継いだ。ディーゼル機関車4両と蒸気機関車5両が運用についている。

## 車両

### ディーゼル機関車
- #423, An ex-USNX ホイットコム・ロコモティブ・ワークス 45-トン 入換機関車.
- #302, An ex-USNX ホイットコム・ロコモティブ・ワークス 45トン 入換機関車.
- #174, An ex-USNX ホイットコム・ロコモティブ・ワークス 65トン 入換機関車.
- #7750, An ex-US Army ゼネラル・エレクトリック 25トン 入換機関車.

### 蒸気機関車
- #85, オアフ・レイルウェイ・アンド・ランド・カンパニー , アメリカン・ロコモティブ 4-6-0
- #12, オアフ・レイルウェイ・アンド・ランド・カンパニー , アメリカン・ロコモティブ 0-6-0 Slopeback テンダー機関車
- #6, オアフ・レイルウェイ・アンド・ランド・カンパニー (カウイラ), ボールドウィン・ロコモティブ・ワークス 0-4-2T 機関車
- #6, ワイアルア・農業・カンパニー, an 0-6-2T 機関車
- #1, エワ・プランテーション・カンパニー , ボールドウィン・ロコモティブ・ワークス 0-4-2T 機関車